# Synagris kohli
Synagris kohli är en stekelart som beskrevs av Maidl 1914. Synagris kohli ingår i släktet Synagris och familjen Eumenidae. Inga underarter finns listade i Catalogue of Life.